# Angélique Milemba
 (avril 2021).
La mise en forme du texte ne suit pas les recommandations de Wikipédia : il faut le « wikifier ».
Les points d'amélioration suivants sont les cas les plus fréquents. Le détail des points à revoir est peut-être précisé sur la page de discussion.
- Les titres sont pré-formatés par le logiciel. Ils ne sont ni en capitales, ni en gras.
- Le texte ne doit pas être écrit en capitales (les noms de famille non plus), ni en gras, ni en italique, ni en « petit »…
- Le gras n'est utilisé que pour surligner le titre de l'article dans l'introduction, une seule fois.
- L'italique est rarement utilisé : mots en langue étrangère, titres d'œuvres, noms de bateaux, etc.
- Les citations ne sont pas en italique mais en corps de texte normal. Elles sont entourées par des guillemets français : « et ».
- Les listes à puces sont à éviter, des paragraphes rédigés étant largement préférés. Les tableaux sont à réserver à la présentation de données structurées (résultats, etc.).
- Les appels de note de bas de page (petits chiffres en exposant, introduits par l'outil «  Source ») sont à placer entre la fin de phrase et le point final[comme ça].
- Les liens internes (vers d'autres articles de Wikipédia) sont à choisir avec parcimonie. Créez des liens vers des articles approfondissant le sujet. Les termes génériques sans rapport avec le sujet sont à éviter, ainsi que les répétitions de liens vers un même terme.
- Les liens externes sont à placer uniquement dans une section « Liens externes », à la fin de l'article. Ces liens sont à choisir avec parcimonie suivant les règles définies. Si un lien sert de source à l'article, son insertion dans le texte est à faire par les notes de bas de page.
- La présentation des références doit suivre les conventions bibliographiques. Il est recommandé d'utiliser les modèles {{Ouvrage}}, {{Chapitre}}, {{Article}}, {{Lien web}} et/ou {{Bibliographie}}. Le mode d'édition visuel peut mettre en forme automatiquement les références.
- Insérer une infobox (cadre d'informations à droite) n'est pas obligatoire pour parachever la mise en page.

Pour une aide détaillée, merci de consulter Aide:Wikification.
Si vous pensez que ces points ont été résolus, vous pouvez retirer ce bandeau et améliorer la mise en forme d'un autre article.
Angélique Milemba, née le 06 juin 1983, est une femme politique congolaise.

## Biographie

### Formation
Elle est détentrice d'une licence en sciences politiques et administratives.

## Carrière politique
En 2019, elle est candidate pour le parti politique AA/a aux élections sénatoriales de la province de Lomami, parmi 5 femmes et 30 hommes, pour 4 sièges.

### Ministre
Elle est la vice-ministre du Portefeuille de la république démocratique du Congo. Elle a remplacé Jean-Pierre Tshimanga Bwana à ce poste par le décret no 5/159 du 18 novembre 2005, portant Réaménagement du gouvernement de la transition. 

## Vie professionnelle
Au cours de la réunion du 15 août 2020, le conseil d’administration de l’AMICONGO décide de nommer Angélique Milemba à la direction générale de l’Agence maritime du Congo pour remplacer Jean Chiso Mayembe, décédé. Le 21 août de la même année à Kinshasa, Angelique Milemba devient la directrice générale de l'AMICONGO, lors de la remise et reprise avec Georges Sita, qui assumait l’intérim de la direction générale.